# 노원로 (대구)
노원로(魯院路, Nowon-ro)는 대한민국의 대구광역시 북구 노원동에서 시작하여, 침산동을 거쳐 연결하는 도로이다.

## 노선 경로
- 서대구로와 직결 (국도 제5호선)
- 만평사거리 - 팔달로 (국도 제4호선, 국도 제5호선, 국도 제25호선), 팔달로
- 노원네거리 - 오봉로
- 백사별네거리 - 침산로
- 노원교지하차도네거리 - 신천대로동구
- 동북로와 직결 (국도 제4호선, 국도 제25호선 ; 동대구 방향)

## 주요 건물 및 시설
- S-OIL e편한주유소 (노원로 3/노원동3가 722-4)
- 새마을금고 대구제일 새마을금고 노원지점 (노원로 50/노원동3가 1007-3)
- GS25 북구노원점 (노원로 90/노원동3가 1038-3)
- SK에너지 노원주유소 (노원로 97/노원동 182-12)
- 새마을금고 새북구 새마을금고 본점 (노원로 103-1/노원동3가 183-27)
- 신한은행 대구3공단금융센터 (노원로 131/노원동3가 35-14)
- KB국민은행 대구3공단종합금융센터 (노원로 137/노원동3가 34-10)
- S-OIL 삼공단주유소 (노원로 164/노원동3가 1220)
- IBK기업은행 대구3공단지점 (노원로 175/노원동3가 1205-20)
- 새마을금고 오봉새마을금고 본점 (노원로 185/침산동 889-2)
- GS칼텍스 에코주유소 (노원로 190/침산동 1025-11)
- 세븐일레븐 대구3공단점 (노원로 196/침산동 1026-1)
- 타이어프로 일광침산점 (노원로 209/침산동 848)
- SK에너지 강남고속주유솦 (노원로 216/침산동 1026-9)
- 한국타이어 구일대리점 (노원로 223/침산동 844-2)
- SK에너지 행복충전 한신가스충전소 (노원로 229/침산동 842)
- 쉐보레 대구북구 바로서비스 (노원로 233/침산동 841-2)
- 타이어뱅크 북대구점 (노원로 249/침산동 797)
- 스피드메이트 침산점 (노원로 255/침산동 794-1)
- SK에너지 케이케이 침산주유소 (노원로 255/침산동 794-1)
- GS25 대구경산점 (노원로 258/침산동 803-5)